# KTS – Zeitschrift für Insolvenzrecht
Die KTS – Zeitschrift für Insolvenzrecht Zeitschrift für Insolvenzrecht ist eine juristische Fachzeitschrift zum Insolvenzrecht.

## Geschichte
Die Zeitschrift erschien erstmals 1927 unter dem Namen Konkurs und Treuhandwesen – Monatsschrift für Wirtschaft und Recht (KuT) und wurde unter anderem herausgegeben von Leopold Levy unter Mitwirkung von Ernst Jaeger. 1935 schied Levy aus der Zeitschrift aus, ohne dass dies in der Zeitschrift begründet wurde. Die Zeitschrift wurde sodann im Wege der Arisierung vom Verlag C. Heymanns übernommen. 1942 änderte sich der Name in Konkurs-, Treuhand- und Schiedsgerichtswesen.

## Inhalte
Die Zeitschrift behandelt heute zentrale, aktuelle Fragen der insolvenzrechtlichen Praxis, bietet gleichermaßen  Lösungen und berücksichtigt die  Querverbindungen zu anderen Rechtsgebieten. Auf diese Weise fördert sie sowohl den wissenschaftlichen Austausch als auch die Sicherheit im Umgang mit schwierigen insolvenzrechtlichen Problemstellungen. Rechtsentwicklung und Rechtsanwendung werden gleichermaßen in den Blick genommen. Die Zeitschrift bietet der Praxis Analysen und Handlungsanweisungen, ist aber von ihrem Anspruch her der wissenschaftlichen Grundlagenforschung verpflichtet.